# Kyushu Railway Company

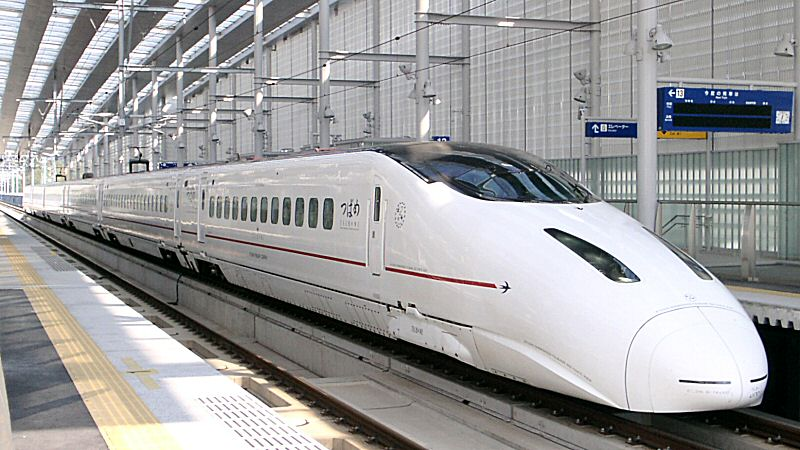
Kyushu Shinkansen Tsubame

A Kyushu Railway Company (em japonês: 九州旅客鉄道株式会社, Kyushu Ryokaku Tetsudo Kabushiki-gaisha), também referida como JR Kyushu (JR九州, Jeiāru Kyushu?), é uma das empresas constituintes do grupo Japan Railways Group (Grupo JR). Explora os serviços ferroviários interurbanos em Kyushu, no Japão e a JR Kyushu Jet Ferry opera os serviços de ferryboat no estreito de Tsushima entre Fukuoka e Busan, Coreia do Sul. Também opera hotéis, restaurantes e drogarias em toda a região de serviços.
A sede da JR Kyushu localiza-se em Fukuoka.